# あ
あ、アは、日本語の音節の1つであり、仮名の1つである。

## 音声言語

### モーラ
アは現代日本語標準語におけるモーラ単位の一つである。

### 母音
あは現代日本語標準語における母音の一つである。/a/ とも表記される。
あ（以下、/a/ ）は現代日本語標準語における音素の一種であり、五母音のひとつである。/a/ はそれ単体つまり /∅a/ でモーラ「ア」を形成する。
/a/ に対応する発音は、おおざっぱにいえば、口を大きく開き喉を震わすことで得られる（ あ）。後舌を盛り上げて音の響きを作るとする辞書もある。国際音声記号での標準的な単音は非円唇中舌広母音 [ä] である。現代日本語標準語は広母音のなかに区別を持たないため、広母音の多くが異音になりうる（例:「みあげる [æ̞̃]」「あおい [ɑ̝]」）。区別が不要な文脈では簡略表記として [a] が用いられる。基本的には有声音である。 

#### 漢字からの成り立ち
（あ）は、安という漢字を崩してできた文字である。

## 文字言語

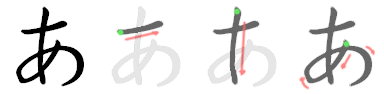
「あ」の筆順

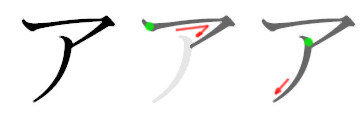
「ア」の筆順

- 平仮名

| 画像 | 文字 | 字源         |
| ---- | ---- | ------------ |
|      | 𛀂   | 草書の「安」 |
|      | あ   | 草書の「安」 |
|      | 𛀄   | 草書の「阿」 |

- 片仮名

| 画像 | 文字 | 字源         |
| ---- | ---- | ------------ |
|      | ア   | 行書の「阿」 |

- 変体仮名

| 読み | 画像 | 文字 | Unicode | 字源 |
| ---- | ---- | ---- | ------- | ---- |
| あ   |      | 𛀂   | U+1B002 | 安   |
| あ   |      | あ   | U+3042  | 安   |
| あ   |      | 𛀃   | U+1B003 | 愛   |
| あ   |      | 𛀄   | U+1B004 | 阿   |
| あ   |      | 𛀅   | U+1B005 | 惡   |

- ローマ字
  - a

## その他
- 五十音図: 第1行第1段（あ行あ段）
- 五十音順: 第1位。「い」の前
- いろは順: 第36位。「て」の次、「さ」の前
- 点字:
- 通話表: 「朝日のア」
- モールス信号: －－・－－[5]
- 指文字：手をパーにした状態から親指以外の指の第2・3関節を曲げる。
- 手旗信号：9→3

- 「ぁ」のように小さく書いた場合（小書き）は、拗音と同じように直前の文字と合わせて1つの音を構成する。すなわち、前の文字と合わせて1モーラを形成する。基本的に前の文字の母音をなくして子音だけにするか母音を半母音化して、それに/a/を合わせた音を表す。この文字を使う多くの言葉は外来語である。
  - 用例
くぁ (kwa)、つぁ (tsa)、ふぁ (fa)、ゔぁ (va)、ぐぁ (gwa)。
  - ただし、俗にあ段の仮名の後に使われることがあり、この場合は大書きしたのと同様、長音となり、単独で1モーラを構成する（例：あぁ (aa)）。
- 秋田県章は片仮名の「ア」を図案化したものである[6]。
- 愛知県章は平仮名の｢あ｣を図案化したものである。
- NHK Eテレのテレビ番組『デザインあ』の「あ」とは「デザインの面白さを学ぶ最初の入口」という意味である[7]。